# 短臂擬鱨
短臂擬鱨（学名：Pseudobagrus brevianalis brevianalis），又名日月潭鮠、三角鉤、三角姑，为輻鰭魚綱鯰形目鱨科擬鱨屬下的一个种，為亞熱帶淡水魚，分布於亞洲台灣日月潭流域，體長可達10公分，棲息在底層水域，生活習性不明。

## 扩展阅读
- 維基物種上的相關：短臂鮠